# Midwest Airlines
Midwest Airlines war eine US-amerikanische Fluggesellschaft mit Sitz in Milwaukee, Wisconsin und Tochtergesellschaft der Republic Airways Holdings.

## Geschichte

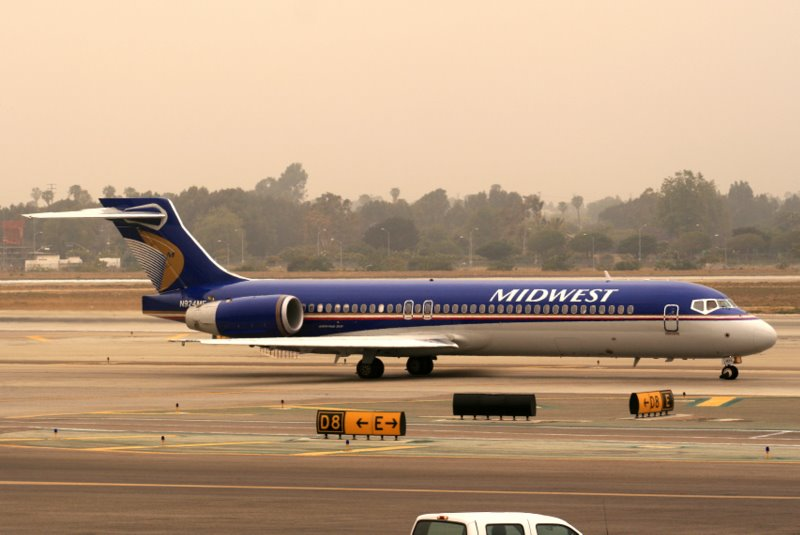
Eine Boeing 717 der Midwest Airlines am Los Angeles International Airport

Midwest Airlines wurde 1948 gegründet, um die Vertreter und Ingenieure der Kimberly-Clark Corporation zeitsparend zwischen dem Sitz der Firma und deren Fabriken zu transportieren. Im Jahr 1969 wurde dieser Service K-C Aviation getauft, wobei auch eine firmeneigene Werkstatt zur Wartung gegründet wurde.
Nach dem Airline Deregulation Act 1978 entschieden sich Kimberly-Clark und K-C Avitation, aus diesem Flugdienst eine echte Fluggesellschaft für zivile Linienflüge zu gründen, was aber erst 1984 mit der Gesellschaft Midwest Express umgesetzt wurde. Die Fluggesellschaft wuchs langsam durch die Einflottung von Douglas DC-9-Flugzeugen; schließlich bediente Midwest Express die meisten wichtigen Ziele im Osten und mittleren Westen der USA.
Die Flüge wurden bereits damals mit der komfortablen 2+2-Ledersitzanordnung, der großen Beinfreiheit und den frisch zubereiteten Mahlzeiten an Bord beworben. Der Slogan der Gesellschaft lautete „The Best Care in the Air“; dieser Service machte die Fluggesellschaft vor allem unter Businessreisenden beliebt. Neben den Linienflüge begann Midwest Express auch, exklusive Charterflüge mit einer speziell ausgerüsteten DC-9 aufzunehmen.
Ab den 90er Jahren wurde erneut die Flotte erweitert, indem man McDonnell Douglas DC-9-80 (MD-80) kaufte. Somit wuchs die Gesellschaft weiterhin beständig, wobei die Profitabilität nicht verloren ging. Zu dieser Zeit gründete man auch eine Tochtergesellschaft, die Skyway Airlines. Sie sollte als Regionalverkehrsfluggesellschaft fungieren und zusätzlich unter dem Namen Midwest Express Connection Zubringerflüge aus kleinen Gemeinden in Wisconsin und der Umgebung durchführen.
Nach vierzehn Jahren, die immer mit Gewinnen abgeschlossen werden konnten, wurde Midwest Express wegen der Folgen des 11. Septembers 2001 mit finanziellen Problemen konfrontiert. Um die Gewinnschwelle wieder zu erreichen, baute die Fluggesellschaft ihr Produkt um; so wurden etwa die MD-80 umkonfiguriert, indem man die Ledersitze in Stoffsitze umtauschte und auf eine 2+3-Sitzanordnung wechselte, außerdem wurde die Bordmahlzeit 2002 abgeschafft.
Im Jahr 2003 nannte sich dann die Gesellschaft von Midwest Express in Midwest um, was besonders darauf zurückzuführen ist, dass man in den USA „express“ mit einer regional operierenden Fluggesellschaft assoziierte, was Midwest jedoch nicht war. Zur selben Zeit wurde auch Skyway Airlines in Midwest Connect umbenannt. Um weitere Kosten einzusparen, begann man mit der ersten großen Flottenerneuerung, indem man die älteren DC-9 durch neue und sparsame Boeing 717 ersetzte; auch die DC-9-80 sollten die Gesellschaft demnächst verlassen. Im Mai 2005 kündigte Midwest einen neuen Essensservice auf Flügen an: Ein aufgewertetes „In-flight Cafe“ beinhaltet etwa frisch gebackene Schokokekse. Am 23. Mai 2006 übernahm Midwest Airlines eine der beiden letzten ausgelieferten Boeing 717.
Ende August 2007 akzeptierte die Midwest Air Group, die die Fluggesellschaften Midwest Airlines und Midwest Express kontrollierte, ein gemeinsames Übernahmeangebot des Unternehmens TPG (Texas Pacific Group) und Northwest Airlines in Höhe von 450 Mio. Dollar.
Am 23. Juni 2009 gab Republic Airways Holdings bekannt, Midwest Airlines für $31 Millionen zu übernehmen.
Im Frühjahr 2010 wurde bekannt gegeben, dass Midwest als Marke aufgelöst und mit einer weiteren Tochtergesellschaft der Eigentümerin Republic Airways Holdings, Frontier Airlines, zusammengelegt wird.

## Flotte

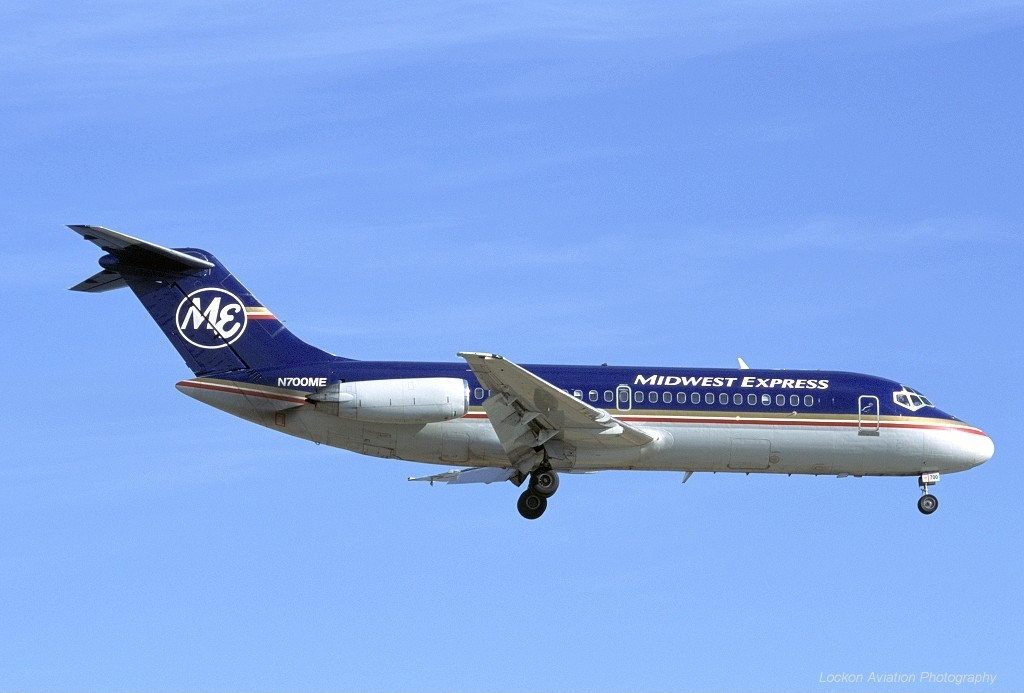
Eine Douglas DC-9-14 der Midwest Express, baugleich mit der 1985 verunglückten

(Stand: Januar 2009)
| Flugzeugtyp     | Total | Passagiere (Signature/Saver) | Anmerkungen                       |
| --------------- | ----- | ---------------------------- | --------------------------------- |
| Embraer 190     | 25    | 99 (11/88)                   | Betrieben durch Republic Airline  |
| Embraer 170     | 15    | 76 (0/76)                    | Betrieben durch Republic Airline  |
| Airbus A319-100 | 5     | 136 (0/136)                  | Betrieben durch Frontier Airlines |

## Zwischenfälle
- Am 6. September 1985 stürzte eine Douglas DC-9 auf dem Midwest-Express-Airlines-Flug 105 von Milwaukee nach Atlanta kurz nach dem Start vom Milwaukee Mitchell International Airport auf Grund eines Triebwerkversagens und folgenden Pilotenfehlers ab. Alle 27 Passagiere und 4 Besatzungsmitglieder wurden getötet.